# Mudan (Heze)
Mudan (chinesisch 牡丹区, Pinyin Mǔdān Qū) ist ein ostchinesischer Stadtbezirk, der zum Verwaltungsgebiet der bezirksfreien Stadt Heze im Südwesten der Provinz Shandong gehört. Die Fläche beträgt 1.416 Quadratkilometer und die Einwohnerzahl 1.346.717 (Stand: Zensus 2010).